# اسوالد کولپه
اسوالد کولپه (آلمانی: Oswald Külpe؛ ۳ اوت ۱۸۶۲ – ۳۰ دسامبر ۱۹۱۵) یک فیلسوف و روان‌شناس اهل آلمان بود.